# تحت تعقیب – ۵٬۰۰۰ دلار
تحت تعقیب – ۵٬۰۰۰ دلار (انگلیسی: Wanted – $5,000) یک فیلم کمدی صامت کوتاه به کارگردانی گیلبرت پرت است که در سال ۱۹۱۹ منتشر شد.

## بازیگران
- هارولد لوید
- ببه دنیلز
- سمی بروکس
- ویلیام گیلسپی
- لو هاروی
- باد جیمیسون
- اسناب پالرد
- مارگارت جاسلین
- دی لمپتون
- نوآ یانگ
- جیمز پروت
- چارلز استیونسون